# Thomas Leonard Walker
Thomas Leonard Walker (* 31. Dezember 1867 bei Brampton, Ontario; † 6. August 1942 in Toronto) war ein kanadischer Mineraloge.

## Leben
Walker studierte an der Queen’s University in Kingston mit dem Master-Abschluss 1890. 1896 wurde er an der Universität Leipzig promoviert. 1897 bis 1901 war er stellvertretender Aufseher (Assistant Superintendent) beim Geological Survey of India. 1901 kehrte er nach Kanada zurück und war von 1901 bis 1937 Professor für Mineralogie und Petrographie an der University of Toronto sowie 1912 bis 1937 erster Direktor des Royal Ontario Museum für Mineralogie.
Walker gilt als Erstbeschreiber verschiedener Minerale, unter anderem Spencerit (1916), Schoepit (1923) und Chapmanit (1924). Das von ihm als Lusitanit beschriebenes Mineral stellte sich bei späteren Untersuchungen als identisch mit Spencerit heraus.

## Schriften
- Crystallography, an outline of the geometrical properties of crystals, McGraw Hill 1914

## Ehrungen
Walker war Ehrenmitglied der Mineralogical Society of Great Britain and Ireland und ab 1919 Fellow der Royal Society of Canada, deren Flavelle Medaille er 1941 erhielt. 1938 wurde er Ehrendoktor der Universität Toronto (D. Sc.). Er war Gründungsmitglied der Mineralogical Society of America.
Nach ihm wurden der Walker Mineralogical Club in Toronto und das Mineral Walkerit benannt.